# Husgud
Ordet husgud används i det vanliga språket som en nedsättande beteckning på någon person som dyrkas av en liten skara beundrare. Det kan också användas i positiv bemärkelse av någon för att tala om vilka dennes förebilder är. 
Ursprungligen kommer ordet från de gudabilder som i gamla tider (före kristendomen) fanns i folks hus och som föreställde asagudarna och vaner, en sed som antagligen fanns även innan asatron. Det betecknar också de gudar som man föreställde sig skyddade hemmet även om man inte hade bilder av dem (exempelvis inom samernas religion). Man nämner dem även i den första Moseboken: Rakel smugglar bort Labans, sin fars husgudar för att förstöras av sin make Jakob. De kristna såg ofta ned på sådana husgudar och seden är numera utdöd. Denna sed finns kvar inom hinduismen.